# Polnische Frauen-Feldhandballnationalmannschaft
Die polnische Frauen-Feldhandballnationalmannschaft vertrat Polen bei Länderspielen und internationalen Turnieren.

## Weltmeisterschaften
Die polnische Handballnationalmannschaft nahm an der letzten der drei bis 1960 ausgetragenen Feldhandball-Weltmeisterschaften teil.
| Jahr | Gastgeberland  | Teilnahme bis…     | Ergebnis           | Rang               |
| ---- | -------------- | ------------------ | ------------------ | ------------------ |
| 1949 | Ungarn         | keine Teilnahme    | keine Teilnahme    | keine Teilnahme    |
| 1956 | BR Deutschland | Nicht qualifiziert | Nicht qualifiziert | Nicht qualifiziert |
| 1960 | Niederlande    | Spiel um Platz 5   | Dänemark 3:6 Polen | 6. Platz           |